# 730
730（七百三十、ななひゃくさんじゅう）は自然数、また整数において、729の次で731の前の数である。

## 性質
- 730は合成数であり、約数は1, 2, 5, 10, 73, 146, 365, 730である。
  - 約数の和は1332。
- 95番目の楔数である。1つ前は715、次は741。
- 170番目のハーシャッド数である。1つ前は720、次は732。
  - 10を基とする7番目のハーシャッド数である。1つ前は640、次は820。
  - 楔数がハーシャッド数になる24番目の数である。1つ前は715、次は777。
- 730 = 36 + 1
  - n = 6 のときの 3n + 1 の値とみたとき1つ前は244、次は2188。(オンライン整数列大辞典の数列 A034472)
  - n = 3 のときの n 6 + 1 の値とみたとき1つ前は65、次は4097。(オンライン整数列大辞典の数列 A002604)
- 730 = 33 × 33 + 1
  - n = 3 のときの n 3 × 3n + 1 の値とみたとき1つ前は73、次は5185。(オンライン整数列大辞典の数列 A168299)
- 730 = 93 + 1
  - n = 9 のときの n 3 + 1 の値とみたとき1つ前は513、次は1001。(オンライン整数列大辞典の数列 A001093)
  - n = 3 のときの 9n + 1 の値とみたとき1つ前は82、次は6562。(オンライン整数列大辞典の数列 A062396)
- 730 = 13 + 93
  - 2つの正の数の立方数の和で表せる35番目の数である。1つ前は728、次は737。(オンライン整数列大辞典の数列 A003325)
  - 異なる2つの正の数の立方数の和で表せる28番目の数である。1つ前は728、次は737。(オンライン整数列大辞典の数列 A024670)
- 730 = 12 + 272 = 172 + 212
  - 異なる2つの平方数の和で表せる216番目の数である。1つ前は725、次は733。(オンライン整数列大辞典の数列 A004431)
  - 2つの平方数の和2通りで表せる46番目の数である。1つ前は697、次は740。
- 730 = 272 + 1
  - n = 27 のときの n 2 + 1 の値とみたとき1つ前は677、次は785。(オンライン整数列大辞典の数列 A002522)
- 730 = 82 + 152 + 212 = 122 + 152 + 192
  - 3つの平方数の和2通りで表せる157番目の数である。1つ前は724、次は742。(オンライン整数列大辞典の数列 A025322)
  - 異なる3つの平方数の和2通りで表せる141番目の数である。1つ前は724、次は739。(オンライン整数列大辞典の数列 A025340)
- 730 = 13 + 13 + 63 + 83
  - 4つの正の数の立方数の和で表せる197番目の数である。1つ前は728、次は732。(オンライン整数列大辞典の数列 A003327)
- 各位の和が10になる58番目の数である。1つ前は721、次は802。

## その他 730 に関連すること
- 西暦730年
- 紀元前730年
- 730（ナナ・サン・マル）とは、沖縄県で1978年（昭和53年）7月30日に自動車の通行が右側通行から左側通行に変更されたことをいう。
- ヘンリー・M・ジャクソン (USS Henry M. Jackson, SSBN-730) は、アメリカ海軍のオハイオ級原子力潜水艦。
- フロレアル (Floréal, F 730) は、フランス海軍のフロレアル級フリゲート。
- 730シィーシィーパークは、沖縄県石垣市にある公園。
- 閏日を含まないときの2年間の延べ日数である。(730 = 365日 × 2年)
- 730型CIWS